# Pottsville (Arkansas)
Pottsville – miasto w Stanach Zjednoczonych, w stanie Arkansas, w hrabstwie Pope.